# Eugipio
Eugipio de África o el Africano, en latín original Eugyppius Africanus (alrededor de 465 - Nápoles, después de 533), historiador cristiano, santo de la Iglesia Católica cuya festividad se celebra el 15 de enero.

## Biografía
Probablemente no nació en Nápoles, sino que provenía de una familia del Nórico superior o de la Recia ulterior. Fue algunos años discípulo de San Severino de Nórico (ca. 410 - 482), de quien escribió una biografía que es considerada por los expertos modelo de escritura hagiográfica. Tras la muerte de este, se ha solido sostener que trasladó sus reliquias a Nápoles en 488, pero lo cierto es que fundó primero un mausoleo a su memoria y luego un monasterio en el lugar que ocupaba una antigua villa del siglo I en Lucullanum Castellum, la actual Pizzofalcone, cerca de Nápoles, siendo nombrado abad de dicha comunidad.

## Obras
Durante su estancia en Nápoles compiló para una matrona romana, una tal Proba, quizá la hija de Símaco, una antología de obras de San Agustín muy extensa (más de mil folios): Excerpta ex operibus Sancti Augustini, y escribió otras dos obras muy estimadas, la citada Vita Sancti Severini o "Vida de San Severino", compuesta alrededor del año 511 y que puede consultarse actualmente en el volumen LXII de la Patrología Latina de Migne, y una regla monástica, la Regula dicha de Eugipio. Estas tres obras, más una serie de cartas dirigidas a eminentes contemporáneos suyos, como Cassiodoro, Dionisio el Exiguo o Fulgencio de Ruspe, hacen de él un autor fundamental en la literatura cristiana del siglo VI. Especialmente importante es la Vita no solo por los datos que ofrece sobre la evangelización, sino sobre la geografía y las etnias del confín oriental del Imperio romano de Occidente en el periodo inmediatamente precedente a su fin.
Sus obras conservadas son: 
- Eugippii Vita Sancti Severini
- Eugippii Excerpta ex operibus Sancti Augustini
- Eugippii regula